# Mauipapegaaiensnavel
De mauipapegaaiensnavel (Pseudonestor xanthophrys) is een zangvogel uit de familie Fringillidae (vinkachtigen). De vogel werd in 1893 door Lionel Walter Rothschild geldig beschreven. Het is een ernstig bedreigde, endemische vogelsoort op Maui, een eiland van Hawaï.

## Kenmerken
De vogel is 14 cm lang, het is een plompe vinkachtige vogel met een grote kop en een snavel die lijkt op die van een papegaai. Het mannetje is van boven olijfgroen en van onder geel. Door het oog loopt een brede donkere oogstreep en daarboven een gele wenkbrauwstreep. De snavel is tweekleurig, een derde van de bovensnavel is donker, de rest en de ondersnavel zijn bleekroze. Het vrouwtje is veel doffer gekleurd en heeft een kleinere snavel.

## Verspreiding en leefgebied
Deze soort komt voor op Maui (Hawaï) waar hij vroeger een ruime verspreiding had in het oorspronkelijke bos. Het voorkomen beperkt zich nu tot de laatste resten inheems bos in hoogland op 1200 tot 2350 m boven zeeniveau. Aan dit montane leefgebied is de vogel niet zo goed aangepast.

## Status
De mauipapegaaiensnavel heeft een zeer klein verspreidingsgebied dat sinds kort door een hekwerk is omgeven, om te voorkomen dat verwilderde varkens het bos nadelig beïnvloeden met hun gewroet. Een invasieve mug die malaria verspreidt onder vogels is lastiger tegen te houden, waardoor de kans op uitsterven aanwezig is. De grootte van de populatie werd in 2016 door BirdLife International geschat op 250 tot 540 volwassen individuen. Deze soort staat als ernstig bedreigd (kritiek) op de Rode Lijst van de IUCN.